# 近藤拳成
近藤 拳成（こんどう けんせい、1999年5月11日- ）は、日本のキックボクサー。大阪府大阪市出身。TEAM3K所属。K-1甲子園2016 -65kg王者。
同じキックボクサーである近藤魁成は弟（三男）であり、過去にプロ選手として活動し現在は指導者として携わる兄（長男）の近藤大成と三人で近藤三兄弟として知られている。拳成は次男。

## 来歴
幼少期から兄・大成、弟・魁成と共に空手を学び、2016年4月にKrushでプロデビュー。同年のK-1甲子園-65kgで優勝を果たした。

## 戦績

### プロキックボクシング
| キックボクシング 戦績 | キックボクシング 戦績 | キックボクシング 戦績 | キックボクシング 戦績 | キックボクシング 戦績 | キックボクシング 戦績 | キックボクシング 戦績 |
| --------------------- | --------------------- | --------------------- | --------------------- | --------------------- | --------------------- | --------------------- |
| 10 試合               | (T)KO                 | 判定                  | その他                | 引き分け              | 無効試合              |                       |
| 4 勝                  | 3                     | 1                     | 0                     | 1                     | 0                     |                       |
| 5 敗                  | 3                     | 2                     | 0                     | 1                     | 0                     |                       |

| 勝敗 | 対戦相手   | 試合結果                            | 大会名                                                                           | 開催年月日     |
|      | 稲垣柊     | 試合前                              | Krush.136                                                                        | 2022年4月30日  |
| ×    | 大野祐志郎 | 1R 1分42秒 KO（ボディへのヒザ蹴り） | Krush.122                                                                        | 2021年2月27日  |
| ○    | 泰斗       | 3R 0分1秒 TKO                       | K-1 WORLD GP 2020 JAPAN ～K-1秋の大阪決戦～                                      | 2020年9月22日  |
| ×    | 佐々木大蔵 | 3R終了 判定0-3                      | Krush.114 【Krushスーパーライト級タイトルマッチ】                                | 2020年7月11日  |
| ○    | 高下由暉   | 2R 0分33秒 KO                       | Krush.108                                                                        | 2019年11月16日 |
| ×    | 大和哲也   | 3R終了 判定0-3                      | K-1 WORLD GP 2019 JAPAN ～日本vs世界・5対5＆スペシャル・スーパーファイトin大阪～ | 2019年8月24日  |
| ○    | FUMIYA     | 2R 1分57秒 TKO                      | Krush.102                                                                        | 2019年6月21日  |
| ×    | 東本央貴   | 3R 3分3秒 KO                        | KHAOS.5                                                                          | 2018年5月26日  |
| ×    | 篠原悠人   | 1R 2分27秒 KO                       | Krush.79 ～in NAGOYA～                                                           | 2017年8月20日  |
| △    | 松本篤人   | 3R終了 判定1-1                      | K-1 WORLD GP 2017 JAPAN ～初代ライト級王座決定トーナメント～                     | 2017年2月25日  |
| ○    | KAZUHIRO   | 3R終了 判定3-0                      | Krush.65                                                                         | 2016年4月10日  |